# آشاغی جوره‌لی (۲)
آشاغی جوره‌لی (به ترکی آذربایجانی: Aşağı Cürəli) یک منطقه مسکونی در جمهوری آذربایجان است که در شهرستان بیله‌سوار (جمهوری آذربایجان) واقع شده است.